# ミニヤコンカ
ミニヤコンカは中華人民共和国四川省カンゼ・チベット族自治州に位置する大雪山脈の最高峰。山名はチベット語でミニヤ国の白い山を意味し、中国語表記は貢嘎山（日本では代用漢字で貢嗄山と表記することが多く、コンガ山、またはコンカ山とも）。標高7,556メートルで四川省最高峰でもあり、中国では蜀山之王と呼ばれ、本土の最高峰とされる。

## 概要
冬虫夏草をはじめとした貴重な薬草の採集地として知られ、麓の倒栽沖には唐代に皇帝から「薬王」の名を授けられたという孫恩妙を祀る廟がある。　ヒマラヤ山脈の各峰の標高が正確に測定される前は、標高9,220メートル（30,250フィート）とされ、世界最高峰に位置づけられたこともあり、古くから登山の対象となっている。しかし、急峻なうえにピークが不明瞭で遭難者から「頂上に騙された」と評されるほどの地形不明確な山頂、目まぐるしく変化する天候のために登頂に成功した者は20名に満たず、世界でも屈指の難峰となっている。
1981年には北海道山岳連盟登山隊8名の滑落死事件があり、2011年現在、日本人海外遠征隊での最大の犠牲者数である（行方不明者を含めた場合1991年に雲南省の梅里雪山で11人の日本人が犠牲になっている）。
1982年には日本の登山隊2名が遭難し、その中の1人である松田宏也が19日後に奇跡的に生還した。
1988年、貢嘎山は瀘定県の海螺溝、九龍県の伍須海、康定県の木格錯と共に「貢嘎山風景名勝区」として中華人民共和国国家重点風景名勝区に認定された。1990年代以降、山麓に位置する海螺溝氷河の周辺は自然保護区に指定され、観光地開発が進められている。

## 初登頂
初登頂は当時としては異例とも言える少人数の隊によって達成された。当初、エベレストより高い可能性があると目されていたアムネ・マチン峰の遠征隊として12人の参加が予定されていたが、満州事変の勃発により登頂許可が得られなかったため遠征が頓挫。一部は無許可のままアムネ・マチン峰へ向かったが、リチャード・L・バードソル、テリス・ムーア、アーサー・エモンズ3世、ジャック・セオドール・ヤングの4人はミニヤコンカの測量および登路偵察、大型獣の標本採集を目的とした西康遠征隊を結成した。満州事変の混乱に加えて中華民国軍はチベット軍との戦闘も行っていたため、最寄の都市である打箭爐周辺でも人足や駄獣の大規模な徴発が行われており、資材の運搬要員の確保にも困難を極めた。結果として最終的にベースキャンプより上でも活動したハイポーターはわずか2人、ヤング隊員は第1キャンプへの荷揚げを完了すると撤収の際に必要なポーターの手配と折衝をするために下山したため、終盤の登山活動は3人で行われた。エモンズが手を負傷したため最終アタックはバードソルとムーアの2人で行われ、6,700メートル地点に設営された第4キャンプから9時間半かけて登頂に成功した。なお、登頂前に4人はより綿密な測量活動を行い、ミニヤコンカの標高は7,587メートル（24,891フィート）、測定誤差±25メートル（85フィート）と現在の計測値に非常に近い数値を算出している。この標高の登頂は1931年に登頂されたインドのカメット峰（7,756メートル）に次ぐ世界第二位の記録だった。

## 登山史
- 1879年 - ベラ・スチェチェニー伯爵の遠征隊による最初の測量が行われ、7,600メートル（24,936フィート）と測定された。当時の名称は「ボー・クンカ」とされている。
- 1929年 - ジョセフ・ロックによる探査行が行われ、標高7,803メートル（25,600フィート）と算出された。
- 1930年 - 広東の中山大学遠征隊（アーノルド・ハイム隊長）による測量が行われ、7,700メートル（25,262フィート）と算出。
  - これとは別にジャイアントパンダの調査のためにこの地域を探査したルーズベルト兄弟は疑問符付きながら9,144メートル（30,000フィート）と報告した。
- 1932年10月28日 - アメリカ隊のリチャード・バードソル、テリス・ムーアの二名が初登頂。バードソルは指に重度の凍傷、最終キャンプを守っていたエモンズも足の指を全て切断する重度の凍傷を負う。
- 1957年 - 中国隊が登頂、山頂に「缶」を埋めたとされるが、下山中に3人が転落死[2]。
- 1980年 - 山域周辺への外国人立入禁止措置が解除、以降、各国の登山家が登頂を目指す。
- 1981年5月24日 - 北海道山岳連盟登山隊8名が滑落死。
- 1982年5月 - スイス隊が北西稜ルートで登頂。
  - 市川山岳会登山隊2名が遭難。山頂直下で無線機が故障したためサポート隊員が下山中のアタック隊員を遭難死と誤認。前進キャンプをすべて撤収してしまったため、体力が回復できないまま菅原真隊員が行方不明となり、松田宏也隊員は遭難から19日後に薬草採集のためベースキャンプ近くを訪れたイ族の住民に救出され生還した。5ヵ月後、遺体捜索に向かった市川山岳会のメンバー1名が高山病で死亡。
  - 10月 アメリカ隊が北西稜ルートで登頂。
- 1984年10月 - ドイツ隊が北西稜ルートで登頂。
- 1994年 - 日本ヒマラヤ協会隊の4名が行方不明。
- 1997年5月2日 - コンカ山登山隊（芳賀正志隊長）の横山英雄、長原孝友が北西稜ルートで登頂（日本人初登頂）。
- 1998年11月 - 韓国隊が北東稜ルートで初登頂。下山中に一人が墜落死。
- 2006年 - 韓国隊が1981年に遭難死した北海道山岳連盟登山隊の遺体を発見、翌年回収された。
- 2009年 - アメリカ隊の3名が燕子溝氷河を挟んだ向かいにある愛徳加（エドガー）峰に向かう途中で遭難[3]。

## 海螺溝氷河
ミニヤコンカから生じる海螺溝氷河の末端は、高低差、幅とも1,000メートルを超える巨大な氷瀑となっており、ロープウェイによりアクセスする展望台が整備されるなど観光地化が進んでいる。

## その他
1981年に遭難した北海道隊隊員のうち2名の遺品に、ベースキャンプ付近で採取したとする種不明の大型の蝶標本14頭が含まれていた。標本は国立科学博物館に送られ、ウンナンシボリアゲハ（Bhutanitis mansfieldi）と鑑定された。この蝶は1918年に雲南省付近でイギリス人の植物学者により発見されたとされる標本以降、60年以上他に標本が存在しなかった。この報告は当時の世界の昆虫学会に大きな驚きをもたらした。
2022年9月5日にミニヤコンカの東山麓を震央とするMw6.6の地震が発生した。

## 書籍
- ミニヤコンカ初登頂（ナカニシヤ出版）ISBN 978-4888484046　初登頂を成し遂げたアメリカ隊4人による共著。日本語版は大型獣の採集調査を行ったジャック・セオドール・ヤング隊員の章は割愛されている。

- 生と死のミニャ・コンガ（山と渓谷社）ISBN 978-4635171533　1981年に遭難した北海道山岳連盟登山隊の阿部隊員による著作。

- ミニヤコンカ奇跡の生還（山と渓谷社）ISBN 978-4635047128 1982年に遭難、両足切断の凍傷を負いながら生還した松田宏也本人による著作。